# Leone Pompucci
Leone Pompucci (Roma, 15 agosto 1961) è un regista, sceneggiatore e fotografo italiano.

## Biografia
Nato a Roma nel 1961, inizia a lavorare come fotografo, collaborando con varie testate e idea e realizza le copertine per i maggiori settimanali italiani ed europei: L'Express,  l'Espresso, Panorama, L'Europeo, Der Spiegel e Famiglia Cristiana.
Verso la metà degli anni ottanta avviene il suo passaggio alla regia televisiva con la sigla del programma di Rai 3 Fantasmi. Successivamente realizza alcuni servizi per Mixer su Rai 2, e collabora con Rai 1 per il programma Sulla cresta dell'onda.
Inizia la sua esperienza di sceneggiatore; vince nel 1992 il premio Solinas con la sceneggiatura di Mille bolle blu, il suo primo film per il cinema.
In seguito, nel 1995, realizza il suo secondo film, Camerieri, con Diego Abatantuono, Paolo Villaggio, Antonello Fassari e Ciccio Ingrassia e con il quale vince il Nastro d'argento per la migliore sceneggiatura.
Nel 2000 gira il suo terzo film Il grande botto.
Tra il 2002 e il 2003 è alla regia di dodici puntate della serie di Rai 1 Don Matteo, con Terence Hill.
Nel 2004 cura sceneggiatura e regia di La fuga degli innocenti, film TV della Rai in due puntate sui bambini ebrei in fuga durante la seconda guerra mondiale.
Nel 2011 sempre per Rai 1 realizza sceneggiatura e regia di Il sogno del maratoneta, con Luigi Lo Cascio e Laura Chiatti.
Entra nel mondo della pubblicità e tra il 1994-2019, realizza come regista campagne di successo per importanti aziende italiane ed estere.

## Filmografia

### Regista

#### Cinema
- Mille bolle blu (1993)
- Camerieri (1995)
- Il grande botto (2000)
- Leone nel basilico (2014)

#### Televisione
- Don Matteo – serie TV, 12 episodi (2000-2002)
- La fuga degli innocenti – serie TV (2004)
- Il sogno del maratoneta – serie TV (2011)

## Riconoscimenti
- David di Donatello 1994 – Premio come migliore regista esordiente per Mille bolle blu
- Nastri d'argento 1996 – Premio per la migliore sceneggiatura per Camerieri
- Jewish Eye – Festival mondiale del film ebraico in Israele per la miniserie La fuga degli innocenti
- FIPA d'argento al Festival internazionale di Biarritz per la miniserie La fuga degli innocenti
- Premio della giuria di Le Monde al Festival internazionale di Reims per la miniserie La fuga degli innocenti
- Il Festival internazionale TV di Shangai per la miglior regia per la miniserie La fuga degli innocenti
- Il Festival internazionale di Shangai per la miglior tecnologia cinematografia e musica per la miniserie La fuga degli innocenti
- La Grolla d'oro per il miglior soggetto di Fiction per la miniserie La fuga degli innocenti